# Кишко Олександр Максимович
 Кишко Олександр Максимович  (* 23 травня 1926, Ужгород — 11 листопада 1986, Ужгород) — відомий український лікар-інфекціоніст, учений. Доктор медичних наук, професор. Автор методики інтратрахеального введення антибіотиків при нагнійних захворюваннях легенів.
Брат лікаря-терапевта, професора УжДУ Миколи Кишка та доктора фізико-математичних наук, проректора та професора УжДУ Степана Кишка.

## Життєпис
Народився в Ужгороді (тоді Підкарпатська Русь, Перша Чехословацька Республіка, нині Закарпатська область, Україна).
У 1952 році закінчив Ужгородський університет і тут залишився працювати, пройшовши трудовий шлях від викладача до завідувача кафедри інфекційних хвороб і декана медичного факультету.

### Наукова діяльність
Сферами наукових досліджень були: лікування легеневих кровотеч, профілактика гіпертонічної хвороби, епідеміологія, особливості клініки й лікування інфекційних хвороб.
Автор (низки) наукових праць, посібників, серед яких: «Клиническая вирусология» (1984), «Сучасний стан вчення про хворобу Боткіна» (1972), декілька розділів до довідника «Справочник по дифференциальной диагностике инфекционных болезней» (1983) та ін.
Помер в Ужгороді.